# 2855 Bastian
A 2855 Bastian (ideiglenes jelöléssel 1931 TB2) a Naprendszer kisbolygóövében található aszteroida. Karl Wilhelm Reinmuth fedezte fel 1931. október 10-én.